# Stegastes planifrons
Stegastes planifrons, thường được gọi là cá thia ba chấm, là một loài cá biển thuộc chi Stegastes trong họ Cá thia. Loài này được mô tả lần đầu tiên vào năm 1830.

## Phân bố và môi trường sống
S. planifrons được phân bố ở phía tây Đại Tây Dương, và được tìm thấy từ đông nam bang Florida, dọc theo bờ biển Hoa Kỳ (bao gồm cả Bermuda, Bahamas); trong vịnh Mexico từ Florida Keys, ngoài khơi phía tây bắc Florida và khu vực xung quanh; và từ Tuxpan, Mexico dọc theo phía bắc Yucatan đến tây bắc Cuba; và trên khắp vùng biển Caribe, bao gồm cả đảo san hô Serrana và đảo Aves.
S. planifrons thường sống xung quanh những rạn san hô, đặc biệt là loài Acropora cervicornis, bất cứ nơi nào có sự phát triển phong phú của tảo. Chúng hay núp trong những hốc đá vào ban đêm. Tìm thấy ở độ sâu khoảng 30 m trở lại.

## Mô tả
S. planifrons trưởng thành dài khoảng 13 cm. Đầu và thân trước của S. planifrons trưởng thành có màu nâu xám xen lẫn những khoảng màu vàng. Viền đậm của các vảy xếp thành những sọc dọc ở hai bên thân. Vây ngực có đốm đen ở gốc. Cuống đuôi cũng có đốm đen, dần biến mất khi trưởng thành. Cá con có màu vàng tươi, với một đốm đen lớn ở gốc vây lưng và cuống đuôi.
Số ngạnh ở vây lưng: 12; Số vây tia mềm ở vây lưng: 15 - 17; Số ngạnh ở vây hậu môn: 2; Số vây tia mềm ở vây hậu môn: 13 - 14; Số vây tia mềm ở vây ngực: 18 - 20.
Thức ăn của S. planifrons là rong tảo và các loại động vật không xương sống (giun, giáp xác, bọt biển,...). S. planifrons sinh sản theo cặp, trứng được đặt trong các hốc đá và được bảo vệ bởi cá đực. S. planifrons có tính lãnh thổ.
S. planifrons được đánh bắt để phục vụ trong ngành thương mại cá cảnh. Chúng thường mắc vào lưới của các ngư dân. Cá con còn là mồi của cá mao tiên.

## Hình ảnh

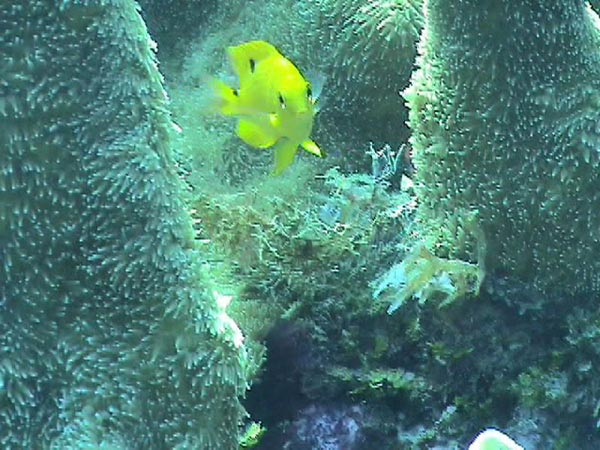
Stegastes planifrons chưa trưởng thành
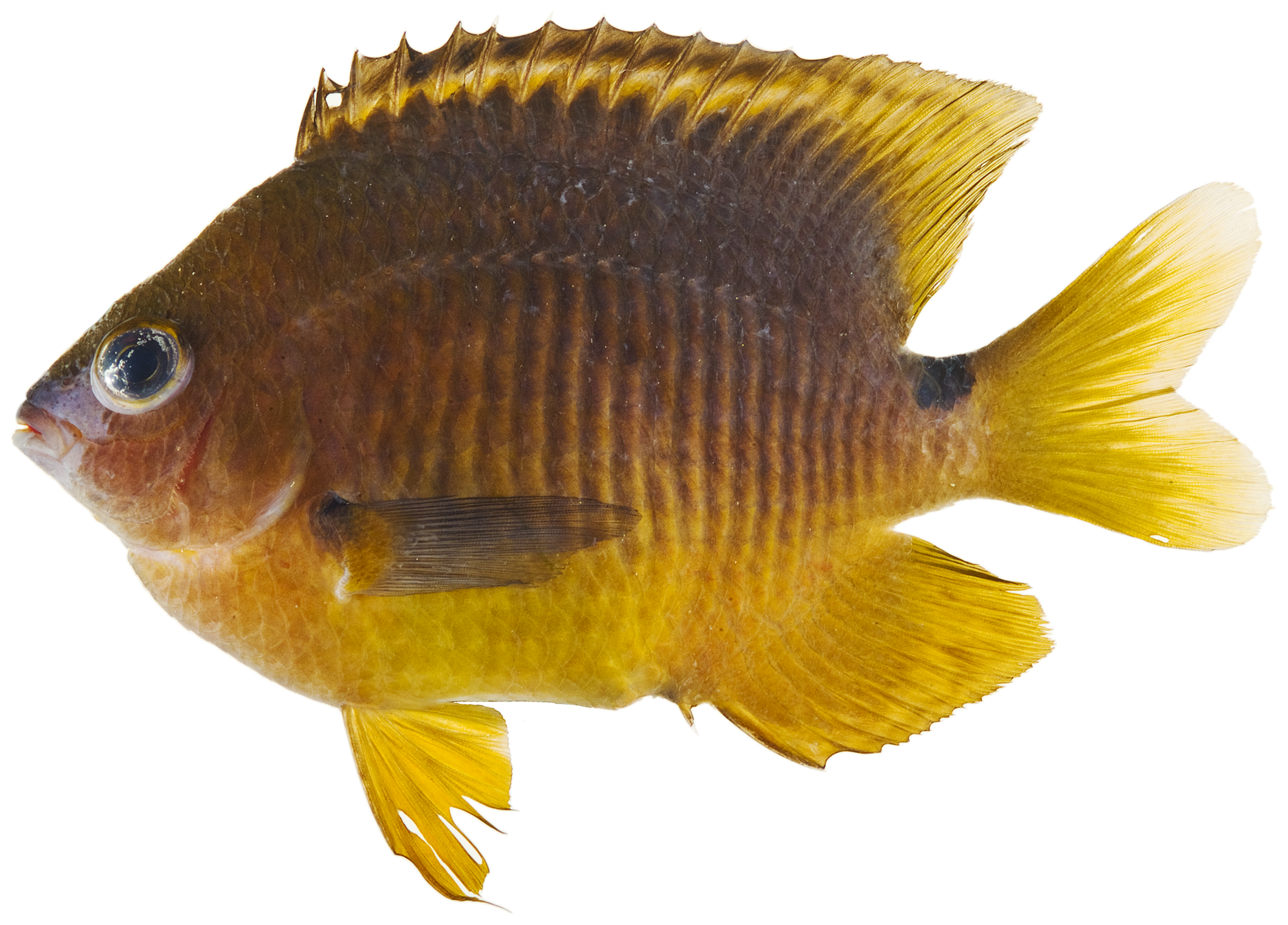